# 대한민국 철도청 4100호대 디젤 기관차
4100호대 디젤 기관차는 대한민국 철도청이 도입한 디젤 기관차로, 4000호대 디젤 기관차를 개량한 차량이다. 1966년에 도입되었으며 주로 태백선 등지에서 여객 차량을 견인하였다. 4000호대와 다른 점은 발전제동 장치가 있다는 것이다. 4100호대는 4000호대 기관차의 업그레이드판이다.

## 현황
총 10량이 도입되어 모두 퇴역하였다. 한국고속철도건설공단으로 5량이 인수되어 고속선 공사에 사용되다가 철도안전법 개정으로 이용할 수 없게 되어, 그 중 4량은 고철 매각 되고 1량만이 보존되고 있다.
| 차호   | 시리얼 | 도입 시기  | 운행 중단 시기 | 비고 |
| ------ | ------ | ---------- | -------------- | --- |
| 4101호 | 31399  | 1966년 6월 | 1998년         | 2004년 고철 매각되었다. |
| 4102호 | 31400  | 1966년 6월 | 1998년         | 경부고속철도 건설을 위해 한국고속철도건설공단에서 인수하였다가 2012년 4월 코레일에서 재인수하였다. 대전철도차량정비단 야외 전시장에서 보존되고 있으며, 한국철도공사 선정 철도기념물로 지정되었다. |
| 4103호 | 31401  | 1966년 6월 | 1998년         | 경부고속철도 건설을 위해 한국고속철도건설공단에서 인수하였다가 2012년 고철 매각되었다. |
| 4104호 | 31402  | 1966년 6월 | 1998년         | 2004년 고철 매각되었다. |
| 4105호 | 31403  | 1966년 6월 | 1998년         | 경부고속철도 건설을 위해 한국고속철도건설공단에서 인수하였다가 2008년 고철 매각되었다. |
| 4106호 | 31404  | 1966년 6월 | 1998년         | 2005년 고철 매각되었다. |
| 4107호 | 31405  | 1966년 6월 | 1998년         | 2004년 고철 매각되었다. |
| 4108호 | 31406  | 1966년 6월 | 1998년         | 경부고속철도 건설을 위해 한국고속철도건설공단에서 인수하였다가 2008년 고철 매각되었다. |
| 4109호 | 31407  | 1966년 6월 | 1998년         | 1971년 재생. 경부고속철도 건설을 위해 한국고속철도건설공단에서 인수하였다가 2008년 고철 매각되었다.                                                                                               |
| 4110호 | 32086  | 1966년 6월 | 1998년         | 2004년 고철 매각되었다. |

## 같이 보기
- 대한민국 철도청 4300호대 디젤 기관차